# Rovinka
Rovinka este o comună slovacă, aflată în districtul Senec din regiunea Bratislava. Localitatea se află la altitudinea de 130 m deasupra n.m., se întinde pe o suprafață de 8,85 km2 și în 2017 număra 4.030 de locuitori.

## Istoric
Localitatea Rovinka este atestată documentar din 1274.

## Demografie
| An:                | 1994 | 2004   | 2014     | 2024     |
| ------------------ | ---- | ------ | -------- | -------- |
| Număr de persoane: | 1216 | 1368   | 3021     | 6322     |
| Diferență:         |      | +12,5% | +120,83% | +109,26% |

| An:                | 2023 | 2024   |
| ------------------ | ---- | ------ |
| Număr de persoane: | 6099 | 6322   |
| Diferență:         |      | +3,65% |